# Zenon Komar
Zenon Komar (ur. 2 kwietnia 1944 we Lwowie) – ekonomista, gracz-spekulant giełdowy, pisarz, dydaktyk, informatyk.

## Życiorys
Urodził się 2 kwietnia 1944r. we Lwowie. Jest synem nauczycieli Sozonta i Ireny z domu Bielak. W 1945 r. rodzina zamieszkała w Łodzi, po czym ojciec wyjechał do Niemiec, a stamtąd do USA. Matka z synem i córką Danutą, przeniosła się do Kamienicy Polskiej, koło Częstochowy, gdzie rozpoczęła pracę w miejscowej szkole podstawowej jako nauczycielka matematyki. W 1961 r., po ukończeniu liceum ogólnokształcącego w Kamienicy Polskiej, Zenon Komar rozpoczął studia na SGPiSie w Warszawie, które ukończył w 1966 r. z tytułem magistra ekonomii. Bezpośrednio po studiach wyjechał do USA, by spotkać się z ojcem, i został tam na stałe. Dzięki swojej pierwszej pracy na uniwersytecie nowojorskim zainteresował się informatyką, a już jako informatyk na giełdzie nowojorskiej zaczął swoje pierwsze spekulacje. Piastował stanowisko wiceprezesa w banku komercyjnym Irving Trust, a następnie w bankach inwestycyjnych Kidder Peabody oraz Smith Barney Shearson. Na początku lat 90. był jednym z doradców uczestniczących w tworzeniu GPW i prowadził w Warszawie kursy dla pierwszej generacji maklerów i doradców inwestycyjnych. Rozpowszechnił wśród nich teorię fal Elliotta i sprawił, że ta bardzo subiektywna i dość kontrowersyjna metoda analizy stała się w latach 90. głównym narzędziem graczy giełdowych. W roku 1993 opublikował pierwszą w Polsce książkę o inwestowaniu na giełdzie „Sztuka spekulacji”, z której uczyły się dziesiątki tysięcy krajowych inwestorów. W latach 1994–2003 był prezesem domu maklerskiego Magnus, kierował Narodowym Funduszem Inwestycyjnym Heweliusz. Pod koniec lat 90. był jednym z założycieli i pierwszych inwestorów w spółkce telewizji kablowej Multimedia Polska z pierwszą siedzibą w Kaliszu. Jako doradca zarządu Telekomunikacji Polskiej był pomysłodawcą udanej emisji obligacji na 1 miliard dolarów. W 2011 r. opublikował książkę „Sztuka spekulacji po latach”, która jest rozszerzeniem wcześniejszego wydania. Spekulując na giełdach świata, dzieli swój czas między Nowy Jork i Warszawę.

## Praca zawodowa
- 1966-1967 – pomocnik w sali komputerowej, New York University, Nowy Jork.
- 1967-1968 – administrator komputerów w pracowni dr Herberta Scheinberga, Albert Einstein College of Medicine na Bronx, Nowy Jork.
- 1968-1972 – programista komputerowy na nowojorskiej giełdzie.
- 1972-1986 – wiceprezes ds. informatyki, Irving Trust (później Bank of New York).
- 1986-1988 – wiceprezes ds. inwestycji, Kidder Peabody, Nowy Jork.
- 1988-1994 – wiceprezes ds. inwestycji, Smith Barney Shearson, Nowy Jork.
- 1994-1996 – prezes, Eurus Capital Corporation, Kraków.
- 1996-1998 – prezes, Heweliusz Management NFI, Warszawa.
- 1998-2003 – doradca Zarządu Telekomunikacji Polskiej, Warszawa
- 2003-nadal – prezes, Magnus Group Sp. z o.o.

## Działalność społeczna
- 1981-1983 – dyrektor Polsko-Słowiańskiej Unii Kredytowej, Nowy Jork.
- 1990-1991 – prezes Funduszu Daru Narodowego, organizacji działającej przy rządzie Tadeusza Mazowieckiego, zbierającej datki na potrzeby edukacji.
- 1990-1993 – dyrektor Konkresu Polonii Stanów Zjednoczonych.

## Życie prywatne
W roku 1967 ożenił się z Patrycją Belorit, która wtedy pracowała jako inżynier w IBM. Obecnie – architekt danych w PSE&G. Mają troje dzieci: Alexa (1970) – prawnik, właściciel firmy prawniczej „Clever Girl”; Briana Brooks (1981) – licencjat z literatury porównawczej Georgetown University, podyplomowe studia z medycyny prewencyjnej Columbia University, obecnie studentka medycyny w St. Georges, Grenada, West Indies; Chris Jon (1984) – licencjat z filmu Colorado University.

## Publikacje
- Jak się robi pieniądze, wyd. Tharus, Warszawa 1990, s. 94.
- Sztuka Spekulacji, wyd. Pret, Warszawa 1993, s. 214.
- Sztuka inwestowania – The art of Investing, wyd. Pret, Warszawa 1994, s. 292.
- Sztuka Spekulacji po latach, wyd. Linia, Warszawa 2011, tom 1 s. 388, tom 2 s. 438.

## Prace Zbiorowe
- Wielka Gra, wyd. Tax-Audytor, Poznań 1994, s. 188.